# Stalís
Stalís (Stalida) är en ort i Grekland.   Den ligger i prefekturen Nomós Irakleíou och regionen Kreta, i den sydöstra delen av landet, 300 km sydost om huvudstaden Aten. Stalís ligger 5 meter över havet och antalet invånare är 1 182.
Terrängen runt Stalís är varierad. Havet är nära Stalís norrut. Runt Stalís är det ganska tätbefolkat, med 108 invånare per kvadratkilometer. Närmaste större samhälle är Mália, 2,9 km öster om Stalís. == Kommentarer ==
1. ↑  Framräknat ur variansen i alla höjduppgifter (DEM 3") från Viewfinder Panoramas, inom 10 km radie.[2] Mer om algoritmen finns här: Användare:Lsjbot/Algoritmer.